# CLEC7A
CLEC7A (англ. C-type lectin domain containing 7A) – білок, який кодується однойменним геном, розташованим у людей на короткому плечі 12-ї хромосоми. Довжина поліпептидного ланцюга білка становить 247 амінокислот, а молекулярна маса — 27 627.
| 10         |  | 20         |  | 30         |  | 40         |  | 50         |
| ---------- |  | ---------- |  | ---------- |  | ---------- |  | ---------- |
| MEYHPDLENL |  | DEDGYTQLHF |  | DSQSNTRIAV |  | VSEKGSCAAS |  | PPWRLIAVIL |
| GILCLVILVI |  | AVVLGTMAIW |  | RSNSGSNTLE |  | NGYFLSRNKE |  | NHSQPTQSSL |
| EDSVTPTKAV |  | KTTGVLSSPC |  | PPNWIIYEKS |  | CYLFSMSLNS |  | WDGSKRQCWQ |
| LGSNLLKIDS |  | SNELGFIVKQ |  | VSSQPDNSFW |  | IGLSRPQTEV |  | PWLWEDGSTF |
| SSNLFQIRTT |  | ATQENPSPNC |  | VWIHVSVIYD |  | QLCSVPSYSI |  | CEKKFSM    |

A: Аланін

C: Цистеїн

D: Аспарагінова кислота

E: Глутамінова кислота

F: Фенілаланін

G: Гліцин

H: Гістидин

I: Ізолейцин

K: Лізин

L: Лейцин

M: Метіонін

N: Аспарагін

P: Пролін

Q: Глутамін

R: Аргінін

S: Серин

T: Треонін

V: Валін

W: Триптофан

Кодований геном білок за функціями належить до рецепторів, фосфопротеїнів. 
Задіяний у таких біологічних процесах, як імунітет, вроджений імунітет, запальна відповідь, альтернативний сплайсинг. 
Білок має сайт для зв'язування з іонами металів, лектинами. 
Локалізований у клітинній мембрані, цитоплазмі, мембрані.